# Fallbäcken

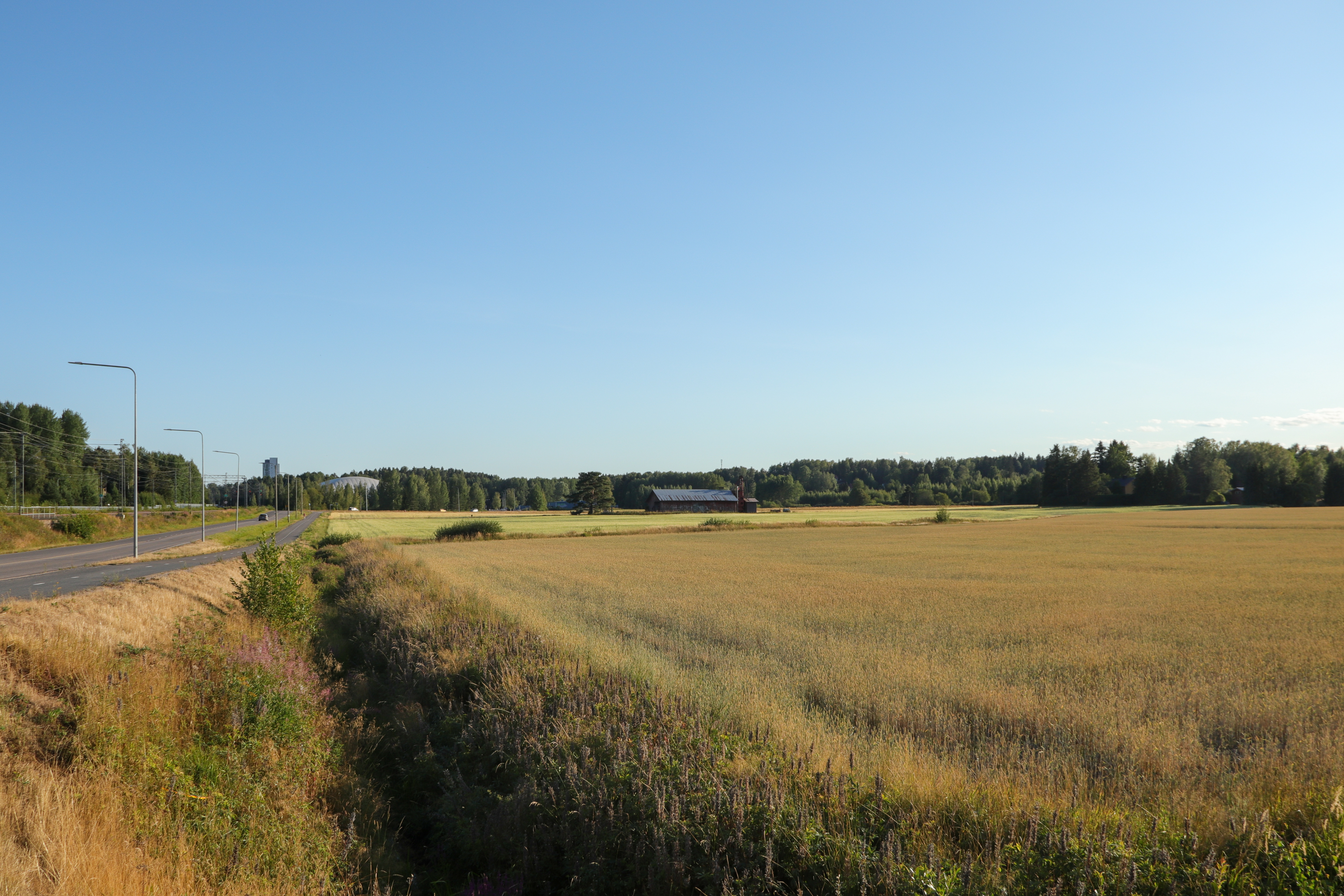
Fallinpelto gårds åkrar med gammal torkeri i Fallbäcken.

Fallbäcken (finska: Vallinoja) är en stadsdel i Vanda stad i landskapet Nyland.
Fallbäcken ligger i norra delen av östra Vanda vid gränsen till Kervo stad. Dess grannstadsdelar är Vierumäki, Alkärr och Korso. Det finns ett daghem, en steinerskola och en livsmedelskiosk i stadsdelen. Dessutom finns det flera bondgårdar så som Fallinpelto gård i området. 